# The Big Crash
The Big Crash (ou apenas Big Crash) é uma canção de 1983 do cantor de rock norte-americano Eddie Money do seu álbum Where's the Party?. Foi lançada como um single e conseguiu a 54.ª posição no Billboard Hot 100 e 17ª no Mainstream Rock Chart.